# 白族三道茶
白族三道茶是一种大理白族地区的茶道礼仪，由头道苦茶、二道甜茶、三道回味茶组成。大约起源于南诏時期，当时为宫廷茶点，后流传于寺院，再普及至大众，经历代改进形成了如今的白族三道茶礼仪。
白族三道茶于2014年入选国家级非物质文化遗产，2022年入选联合国教科文组织人类非物质文化遗产代表作名录。

## 制作流程
- 头道茶（苦茶）：将陶罐加热后，放入茶叶进行烘烤，抖动陶罐使茶叶翻滚。至茶叶微黄而喷香后注入开水，此时会有“啪啪”的响声，称为“雷响茶”，同时有水泡冒起。待水泡落下后，再冲满开水，片刻后即可倒入杯中献给宾客。该道茶的要求是“茶色橙黄、透亮，味道苦凉、醇和”。
- 二道茶（甜茶）：将红糖、芝麻及烤香的乳扇末、核桃仁等配料放入杯中，冲入彻好的热茶，稍加搅拌即可献茶。该道茶的要求是“茶色褐黄，味道甜、香而不腻”。
- 三道茶（回味茶）：将花椒、生姜末、桂皮末、蜂蜜等放入杯中，冲入沏好的热茶，稍加搅拌即可献茶。该道茶的要求是“茶色菊黄，味道麻辣”。[2][5][8]

倒茶时不应加满整杯，以八成满为佳。献茶时有所谓“举案齐眉”的要求，即敬茶人要举杯至眉高敬献给宾客，以示敬重。

## 用途
据说白族三道茶传统上常在逢年過節、生辰壽誕、男婚女嫁、拜師學藝之时用于招待宾客。20世纪80年代，随着大理旅游业的发展，白族三道茶与民族歌舞相结合形成的表演模式，成为一项旅游项目。当地有关部门还制定有《大理白族三道茶经营服务规范》，对白族三道茶的经营场所、制作、表演、服务、监督管理等作了详细规定。